# Jim Rathmann
 Jim Rathmann  (16 de juliol del 1928, Alhambra, Califòrnia- 23 de novembre de 2011) fou un pilot estatunidenc de curses automobilístiques.
Rathmann va córrer a la Champ Car a les temporades 1949-1950 i 1952-1963 incloent-hi la cursa de les 500 milles d'Indianapolis d'aquests anys. Va guanyar l'edició de 1960.

## Resultats a la Indy 500
| Any    | Cotxe  | Sortida | Vel. mitja | Ranking | Final  | Voltes | V. líder | Retirat     |
| ------ | ------ | ------- | ---------- | ------- | ------ | ------ | -------- | ----------- |
| 1949   | 68     | 21      | 126.516    | 29      | 11     | 175    | 0        | a 25 voltes |
| 1950   | 76     | 28      | 129.959    | 24      | 24     | 122    | 0        | a 16 voltes |
| 1952   | 59     | 10      | 136.343    | 7       | 2      | 200    | 0        | Va acabar   |
| 1953   | 2      | 25      | 135.666    | 28      | 7      | 200    | 1        | Va acabar   |
| 1954   | 38     | 28      | 138.228    | 21      | 28     | 110    | 0        | accident    |
| 1955   | 33     | 20      | 138.707    | 24      | 14     | 191    | 0        | a 9 voltes  |
| 1956   | 24     | 2       | 145.120    | 3       | 20     | 175    | 3        | a 25 voltes |
| 1957   | 26     | 32      | 139.806    | 31      | 2      | 200    | 24       | Va acabar   |
| 1958   | 2      | 20      | 143.147    | 15      | 5      | 200    | 0        | Va acabar   |
| 1959   | 16     | 3       | 144.433    | 4       | 2      | 200    | 19       | Va acabar   |
| 1960   | 4      | 2       | 146.371    | 4       | 1      | 200    | 100      | Va GUANYAR  |
| 1961   | 4      | 11      | 145.413    | 13      | 30     | 48     | 6        | Magneto     |
| 1962   | 44     | 23      | 146.610    | 21      | 9      | 200    | 0        | Va acabar   |
| 1963   | 16     | 29      | 147.838    | 32      | 24     | 99     | 0        | Magneto     |
| Totals | Totals | Totals  | Totals     | Totals  | Totals | 2320   | 153      |             |

| Curses       | 14  |
| Poles        | 0   |
| Voltes líder | 153 |
| Victòries    | 1   |
| Top 5        | 5   |
| Top 10       | 7   |
| Retirades    | 4   |

## A la F1
El Gran Premi d'Indianapolis 500 va formar part del calendari del campionat del món de la Fórmula 1 entre les temporades 1950 a la 1960.
Els pilots que competien a la Indy durant aquests anys també eren comptabilitzats pel campionat de la F1.
Jim Rathmann va participar en 10 curses de F1, debutant al Gran Premi d'Indianapolis 500 del 1950.

### Palmarès a la F1
- Participacions: 10
- Poles: 0
- Voltes Ràpides: 0
- Victòries: 1
- Podiums: 4
- Punts vàlids per la F1: 29